# Sakura Yosozumi
Sakura Yosozumi (født 15. marts 2002) er en japansk skateboarder.
Hun repræsenterede Japan under sommer-OL 2020 i Tokyo, hvor hun vandt guld i park.